# Katja Herbers
Katja Mira Herbers (ur. 19 października 1980 w Amsterdamie) – holenderska aktorka, która wystąpiła m.in. w serialach Manhattan, Zawód: Amerykanin, Pozostawieni i Westworld.

## Filmografia

### Filmy kinowe
| Rok  | Tytuł                                    | Rola              | Uwagi |
| ---- | ---------------------------------------- | ----------------- | ----- |
| 2002 | Pietje Bell                              | Martha Bell       |       |
| 2003 | Kees de jongen                           |                   |       |
| 2003 | Pietje Bell 2: Polowanie na koronę carów | Martha Bell       |       |
| 2007 | Timboektoe                               | Arlette           |       |
| 2007 | Trage liefde                             | Irma              |       |
| 2009 | De Storm                                 | Krina             |       |
| 2010 | Loft                                     | Marjolein Hartman |       |
| 2011 | Sonny Boy                                | Vera Bartels      |       |
| 2011 | Mój dziadek, włamywacz                   | Juffrouw Metz     |       |
| 2012 | Süskind                                  | Fanny Philips     |       |
| 2012 | Niesforny Bram                           | Els Baas          |       |
| 2013 | Mannenharten                             | Nicole            |       |
| 2015 | Mannenharten II                          | Nicole            |       |
| 2017 | Weg van jou                              | Evi               |       |
| 2019 | De Kuthoer                               | Femke Boot        |       |
| 2021 | Upload                                   | psychiatra        |       |

### Seriale
| Rok        | Tytuł                      | Rola                   | Uwagi    |
| ---------- | -------------------------- | ---------------------- | -------- |
| 2004       | Baantjer                   | Nathalie van der Voort | 1 odc.   |
| 2005–2006  | Lieve lust                 | Isabelle               | 12 odc.  |
| 2006       | Spoorloos verdwenen        | Chantal de Vries       | 1 odc.   |
| 2009       | S1ngle                     | Danii                  | 1 odc.   |
| 2010       | De vloer op                |                        | 4 odc.   |
| 2011       | Van God Los                | Marije                 | 1 odc.   |
| 2012       | Beatrix, Oranje onder Vuur | Maxima                 | 4 odc.   |
| 2012–2016  | Divorce                    | Joyce Waanders         | 44 odc.  |
| 2013       | SOKO 5113                  | Franziska Hofer        | 1 odc.   |
| 2014       | Manhattan                  | Helen Prins            | 23 odc.  |
| 2015       | Zawód: Amerykanin          | Evi Sneijder           | 3 odc.   |
| 2017       | Pozostawieni               | dr Eden                | 3 odc.   |
| 2017       | Manhunt: Unabomber         | Linda Patrik           | 4 odc.   |
| 2018, 2020 | Westworld                  | Emily Grace            | 7 odc.   |
| 2018       | Suspects                   | Kathelijne Wetzels     | 1 odc.   |
| 2019       | De kuthoer                 | Femke Boot             | film TV  |
| 2019–2024  | Evil                       | dr Kristen Bouchard    | gł. rola |
| 2023       | Mrs. Davis                 | Mathilde               | 5 odc.   |